# Defensoría del Público de Servicios de Comunicación Audiovisual
La Defensoría del Público de Servicios de Comunicación Audiovisual es un organismo creado por la Ley 26.522 de Servicios de Comunicación Audiovisual (LSCA) para recibir y canalizar las consultas, reclamos y denuncias del público para que los derechos de los oyentes y televidentes sean respetados. Desde su fundación, el 14 de noviembre de 2012, lleva adelante una tarea pedagógica en la formación crítica de las audiencias, en la difusión del derecho a la comunicación, en cómo ejercerlo y reclamar cuando es vulnerado.
La Defensoría del Público tiene la misión de promover, difundir y defender el derecho a la comunicación democrática de las audiencias de los medios de comunicación audiovisual en todo el territorio nacional. Recibe y canaliza las consultas, reclamos y denuncias del público para que sus derechos ciudadanos como receptores de medios sean respetados. Por eso, promueve la participación y el debate y lleva adelante una tarea pedagógica para explicar en qué consiste el derecho a la comunicación, cómo ejercerlo y cómo reclamar si no es respetado. La función del organismo es contribuir, desde su especificidad, a la profundización de un nuevo mapa comunicacional desde el paradigma de Derechos Humanos y los valores democráticos.
Su existencia se sustenta en una concepción del Derecho a la Libertad de Expresión que contempla las facultades y obligaciones de quienes producen y emiten y también de quienes son receptores/as de medios. En este sentido, la figura del Defensor/a del Público oficia de intermediaria entre ambos extremos en representación de los intereses y derechos de las audiencias. Es articuladora entre los distintos sectores y actores de la comunicación y el público.

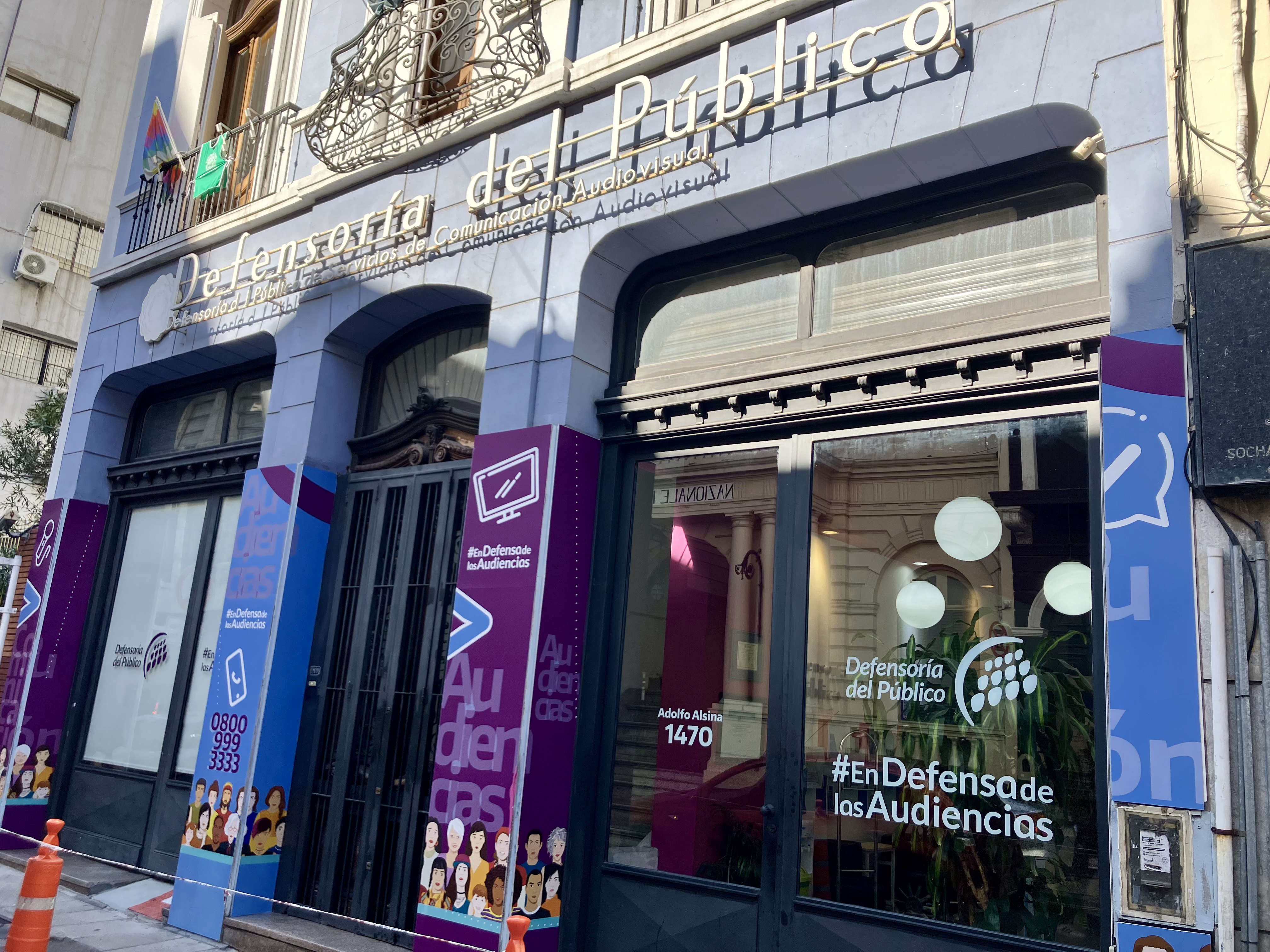
Frente del edificio principal de la Defensoría del Público, a metros del Congreso de la Nación, ciudad de Buenos Aires.

## Autoridades
El 14 de noviembre de 2012, la periodista Cynthia Ottaviano fue designada como primera Defensora del Público y concluyó su mandato el 14 de noviembre de 2016.
La Comisión Bicameral de Promoción y Seguimiento de la Comunicación Audiovisual, las Tecnologías de las Telecomunicaciones y la Digitalización delegó el 29 de noviembre de 2016, a través del acta N°15, las funciones administrativas y operativas en la Directora de Protección de Derechos y Asuntos Jurídicos del organismo, Dra. María José Guembe, hasta que se designe a la persona titular.
El 27 de septiembre de 2018, la Comisión Bicameral de Promoción y Seguimiento de la Comunicación Audiovisual, las Tecnologías de las Telecomunicaciones y la Digitalización, a través de un manuscrito de su presidente, el senador Eduardo Costa y por medio del acta N°23, informa el cese de la autorización conferida a las funciones en la ex Directora de Protección de Derechos y Asuntos Jurídicos, Dra. María José Guembe, y otorga al Dr. Emilio Jesús Alonso las funciones como nuevo autorizado.
Por medio de una resolución de ambas Cámaras de representantes, el 4 de marzo de 2020, se designa interinamente y ad-honorem al secretario administrativo de la Cámara de Diputados, Rodrigo Rodríguez como titular de la Defensoría.
Desde el 24 de junio de 2020 (publicado en el Boletín Oficial) hasta el 24 de junio de 2024, la Defensora fue la periodista Miriam Lewin.

## Distinciones
La Comisión Interamericana de Derechos Humanos destacó la tarea de la Defensoría en su Informe Anual 2015. En 2017, el organismo recibió el Premio Interamericano a la Innovación para la Gestión Pública Efectiva, otorgado por la Organización de Estados Americanos (OEA), por su trabajo en la promoción de la equidad de género en la radio y en la televisión.